# Świadkowie Jehowy w Armenii
Świadkowie Jehowy w Armenii – społeczność wyznaniowa w Armenii, należąca do ogólnoświatowej wspólnoty Świadków Jehowy, licząca w 2023 roku 11 313 głosicieli, należących do 134 zborów. Na dorocznej uroczystości Wieczerzy Pańskiej w 2023 roku zgromadziło się 25 977 osób. Biuro Oddziału koordynujące działalność w Armenii znajduje się w Erywaniu.

## Historia

### Początki

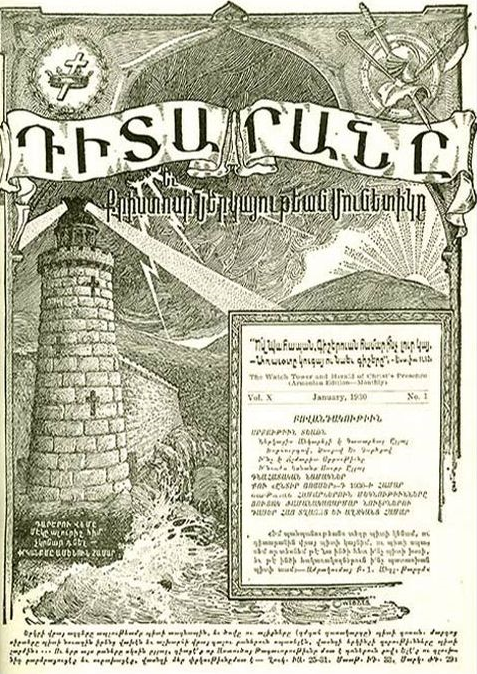
„Strażnica” w języku ormiańskim
– wydanie amerykańskie
(styczeń 1930, rok X)

Pierwsi Ormianie zainteresowali się wierzeniami Badaczy Pisma Świętego na początku XX wieku podczas emigracji w Stanach Zjednoczonych. W roku 1916 odbyła się pierwsza konwencja w języku ormiańskim w Rhode Island.
W roku 1921 w Stanach Zjednoczonych zaczęła ukazywać się „Strażnica” w języku ormiańskim. W roku 1924 w Bejrucie w Libanie otworzono Biuro Oddziału, które nadzorowało działalność ewangelizacyjną również na terenie Armenii. W roku 1936 Vartuhi Terteryan powrócił do rodzinnej Armenii.
W roku 1974 Sergey Avetisyan poznał wierzenia Świadków Jehowy w Rosji. W tym samym roku 16 osób zostało ochrzczonych. W następnym roku rozpoczęła się regularna działalność Świadków Jehowy w Armenii. W roku 1989 około 100 osób regularnie uczestniczyło w zebraniach. 27 marca 1991 roku Świadkowie Jehowy zostali prawnie zarejestrowani w całym Związku Radzieckim. Rok później liczni delegaci z Armenii byli obecni na kongresie międzynarodowym pod hasłem „Nosiciele światła”, odbywającym się w Petersburgu.
W 1993 roku ze względu na podyktowaną sumieniem odmowę pełnienia służby wojskowej zaczęto wtrącać Świadków Jehowy do więzień. W roku 1993 około 600 osób przyjęło chrzest, a dwa lat później jakieś 6000 osób było obecnych na uroczystości Wieczerzy Pańskiej. W 1999 roku rząd armeński odmówił rejestracji wyznania, co wiązało się z wyrokami skazującymi dla młodych Świadków za odmowę pełnienia służby wojskowej, podyktowaną względami religijnymi. Dwa lata później korzystne wyroki sądowe uwolniły Świadków Jehowy od zarzutu bezprawnej działalności religijnej. W tym czasie w Armenii działało ponad 7 tysięcy głosicieli.

### Rejestracja wyznania
8 października 2004 roku – po złożeniu piętnastego wniosku o rejestrację – Świadkowie Jehowy zostali zalegalizowani. Nie spowodowało to jednak zakończenia procesów wytaczanych za odmowę służby wojskowej.
W czerwcu 2005 roku po raz pierwszy do Armenii oficjalnie dotarła przesyłka z literaturą religijną Świadków Jehowy. Rok później 100 armeńskich delegatów brało udział w kongresie międzynarodowym pod hasłem „Wyzwolenie jest blisko!” w Chorzowie. W 2007 roku w kraju działało 9618 wyznawców, a na uroczystości Wieczerzy Pańskiej (Pamiątce) zebrało się 23 977 osób. W 2007 roku wydano Chrześcijańskie Pisma Greckie w Przekładzie Nowego Świata (Nowy Testament) w języku ormiańskim.
W tym samym roku Zgromadzenie Parlamentarne Rady Europy zobowiązało Armenię do przyjęcia ustawy o zastępczej służbie wojskowej. W tym czasie 73 wyznawców przebywało w więzieniach za odmowę służby wojskowej, a wyroki sięgały nawet 3 lat. Jeden z uwięzionych Świadków, Wahan Bajatjan, złożył skargę do Europejskiego Trybunału Praw Człowieka na decyzję armeńskiego Sądu Najwyższego, odmawiającą mu odbycia w Armenii alternatywnej cywilnej służby zastępczej pomimo nakazu Parlamentu Europejskiego (co skutkuje orzekaniem kar więzienia dla odmawiających służby wojskowej). W kolejnym roku 83 Świadków Jehowy dalej było uwięzionych za swe przekonania religijne. W Armenii zanotowano liczbę 100 zborów, a łączna liczba głosicieli przekroczyła 10 000.
W 2009 roku 74 Świadków Jehowy było nadal uwięzionych za odmowę pełnienia służby wojskowej ze względów religijnych (dane za sierpień). Ponieważ wszystkie miejscowe sądy wydały wyroki skazujące, czterech młodych Świadków Jehowy skierowało pozwy do Europejskiego Trybunału Praw Człowieka. 8 października 2009 roku armeńscy Świadkowie Jehowy zwrócili się z prośbą do prezydenta Armenii Serża Sarkisjana o to, by mogli korzystać w praktyce ze swojego konstytucyjnego prawa do swobodnego zgromadzania się zgodnie z Europejską Konwencją Praw Człowieka. Rok później zanotowano liczbę 11 123 głosicieli. W 2010 roku wydano Pismo Święte w Przekładzie Nowego Świata w języku ormiańskim.
W marcu 2011 roku 74 Świadków Jehowy wciąż przebywało w więzieniach z powodu odmowy pełnienia służby wojskowej ze względu na przekonania religijne (nadal odmawiano im możliwości odbycia alternatywnej służby zastępczej). Wiosną tego samego roku do kraju przybyli misjonarze, absolwenci Szkoły Gilead. 27 czerwca ponownie wysłano petycję do prezydenta odnośnie do prawa do zgromadzania się. Na przełomie czerwca i lipca pod wpływem urzędników państwowych i duchownych Apostolskiego Kościoła Ormiańskiego właściciele obiektów, w których miały się odbyć kongresy, wypowiedzieli umowy o wynajęcie obiektów. 7 lipca 2011 roku Wielka Izba Europejskiego Trybunału Praw Człowieka większością głosów szesnaście do jednego (przedstawiciela Armenii) orzekła, że Armenia narusza prawo do wolności sumienia miejscowego Świadka Jehowy – Wahana Bajatjana, skazanego i uwięzionego za odmowę pełnienia służby wojskowej ze względu na sprzeciw sumienia. Orzeczenie to oznacza ostateczne określenie definicji ochrony praw osób odmawiających pełnienia służby wojskowej ze względu na sprzeciw sumienia w 44-letniej historii orzecznictwa w tej kwestii.

### Wprowadzenie służby zastępczej
10 stycznia 2012 roku ETPC wydał dwa wyroki, kontynuując ochronę praw osób odmawiających pełnienia służby wojskowej ze względu na sprzeciw sumienia. Jednak władze Armenii nadal ignorowały dyrektywy ETPC i w styczniu uwięziły kolejnych pięć osób. 27 listopada 2012 roku ETPC orzekł, „że rząd Armenii naruszył prawa człowieka i musi wypłacić 112 000 euro odszkodowania i kosztów procesu 17 osobom, które ze względu na sumienie odmówiły pełnienia służby wojskowej”. Jednocześnie liczba Świadków Jehowy skazanych za odmowę pełnienia służby wojskowej od 1991 roku przekroczyła 450 osób, a w 2012 roku 58 młodych mężczyzn nadal odbywało wyroki za przekonania religijne.
8 czerwca 2013 roku rząd Armenii przyjął zmiany, na podstawie których 25 lipca weszły w życie przepisy umożliwiające wprowadzenie alternatywnej służby cywilnej odbywającej się poza kontrolą wojskową. Zobowiązują one ubiegających się o taką służbę do wykonywania prac zastępczych w okresie 36 miesięcy, po 48 godzin w tygodniu, z prawem do 10 dni urlopu w ciągu roku. 8 i 9 października 2013 roku – na podstawie amnestii z 3 października 2013 roku, dotyczącej skazanych za odmowę pełnienia służby wojskowej ze względu na sprzeciw sumienia, wypuszczono z więzień ośmiu Świadków Jehowy, których czas do zakończenia odbywania kary był krótszy niż sześć miesięcy.
23 października 2013 roku Komisja reprezentująca rząd Armenii po wysłuchaniu uwzględniła wnioski dotyczące alternatywnej służby cywilnej 51 z ponad 90 Świadków Jehowy, którzy złożyli wnioski do nowego programu zgodnego z zaleceniami ETPC. Następnego dnia ta sama Komisja w więzieniu w Erebuni uwzględniła wnioski złożone przez 6 z 20 jeszcze uwięzionych Świadków. Komisja rozpatrzy również pozostałe wnioski dotyczące zarówno uwięzionych, jak i przebywających na wolności Świadków Jehowy, ubiegających się o służbę cywilną, będącą poza kontrolą wojskową. Od lipca 2011 roku (gdy zapadł ostateczny wyrok Wielkiej Izby Europejskiego Trybunału Praw Człowieka w sprawie Bajatjan przeciwko Armenii) do października 2013 roku 86 mężczyzn spędziło w armeńskich więzieniach łącznie 168 lat, pozostały więc do rozwiązania kwestie wymazania wyroków oraz odszkodowań za sprawy, które odbyły się po ostatecznym wyroku ETPC. 12 listopada 2013 roku zwolniono ostatnich 14 Świadków Jehowy pozostających w więzieniach za odmowę pełnienia służby wojskowej. Decyzje te zakończyły problem Świadków Jehowy w Armenii, spośród których, począwszy od 1993 roku, ponad 450 znalazło się z tego powodu w więzieniach. Łącznie pod koniec 2014 roku służbę cywilną pełniło co najmniej 126 Świadków Jehowy, a do 2016 roku w tej służbie uczestniczyło ponad 200. Komisja Wenecka Rady Europy udzieliła Armenii pochwały za wprowadzenie tej zmiany, nazywając ją „znakomitym sposobem zastosowania się do orzeczenia w sprawie Bajatjan przeciw Armenii”.
12 października 2017 roku Europejski Trybunał Praw Człowieka w sprawie Adian i inni przeciwko Armenii orzekł, że czterech Świadków Jehowy zostało niesłusznie skazanych na więzienie za odmowę wykonania alternatywnej służby, mającej odbywać się pod nadzorem wojskowym. Dotyczyła ona Artura Adiana, Wahana Margariana, Hariutiuna Chaczatriana i Garegina Awetisjana, których latem 2011 roku skazano na dwa i pół roku więzienia. Trybunał orzekł, że Armenia nie zapewniła im możliwości wykonywania alternatywnej służby o charakterze czysto cywilnym, a skazanie miało miejsce już po ogłoszeniu przez Wielką Izbę ETPC wyroku w sprawie Bajatjan przeciw Armenii. Decyzja ta stwierdza, że działania władz naruszyły ich prawo do wolności sumienia i religii, zagwarantowane w art. 9 Europejskiej Konwencji Praw Człowieka. Armenii nakazano wypłacić każdemu z wnioskodawców po 12 000 euro zadośćuczynienia. ETPC orzekł, że Armenia musi zapewnić obdżektorom „możliwość odbycia służby alternatywnej o charakterze czysto cywilnym, która nie nosi znamion sankcji odstraszających ani karnych”. 5 grudnia 2019 roku Europejski Trybunał Praw Człowieka jednomyślnie orzekł na korzyść 22 Świadków Jehowy z Armenii, których niesłusznie skazano w 2012 roku za uchylanie się od obowiązkowej służby wojskowej. Przyznał im łącznie ponad 242 000 euro odszkodowania.

### Rozwój działalności
W 2015 roku zorganizowano specjalną trzytygodniową kampanię kaznodziejską, w której brały udział również ormiańskojęzyczne grupy z 6 krajów. Szczególną uwagę poświęcono grupie uchodźców posługujących się językiem zachodnioormiańskim.
14 maja 2016 roku 6435 osób wzięło udział w uroczystości oddania do użytku Biura Oddziału, Sali Zgromadzeń oraz obiektów szkoleniowych. Przemówienie okolicznościowe wygłosił David Splane z Ciała Kierowniczego. W lipcu 2018 roku w Tbilisi w Gruzji odbył się kongres specjalny pod hasłem „Bądź odważny!” z udziałem zagranicznych delegacji, w tym z Armenii. W 2019 roku osiągnięto liczbę 10 924 głosicieli. W 2021 roku w kraju działało 9618 wyznawców, a na uroczystości Wieczerzy Pańskiej (Pamiątce) zebrały się 32 022 osoby. 28 czerwca 2024 roku, podczas kongresu regionalnego pod hasłem „Głośmy dobrą nowinę!” w okolicy Erywania, Geoffrey Jackson, członek Ciała Kierowniczego, ogłosił wydanie zrewidowanego Pisma Świętego w Przekładzie Nowego Świata w języku ormiańskim. W kongresie udział wzięło 6155 osób. W 2024 roku językiem tym posługiwało się około 10 550 głosicieli w 117 zborach, a 5200 głosicieli należy do zborów i grup posługujących się tym językiem w Europie oraz w Stanach Zjednoczonych. W 2024 roku delegacja z Armenii brała udział w kongresie specjalnym pod hasłem „Głośmy dobrą nowinę!” w Finlandii.
W Biurze Oddziału tłumaczy się literaturę biblijną na język ormiański, ormiański alfabet Braille’a, ormiański język migowy oraz język ormiański (Górski Karabach).
Zebrania zborowe i kongresy odbywają się w języku ormiańskim, angielskim, kurdyjskim (kurmandżi), perskim, rosyjskim, zachodnioormiańskim i rosyjskim migowym.
Władze niektórych miast nie wydają zgody na budowę Sal Królestwa, celnicy nakładają ogromne podatki na sprowadzaną literaturę religijną, a przeciwnicy szerzą oszczerstwa pod adresem Świadków Jehowy, korzystając z mediów i innych form przekazu. Świadkowie Jehowy zwrócili się zarówno do krajowych, jak i międzynarodowych sądów w celu rozwiązania tych problemów.